# Aldo Ralli
Aldo Ralli, all'anagrafe Aldo Matarazzi Ralli (Pisa, 21 ottobre 1935 – Roma, 6 marzo 2016), è stato un attore italiano.

## Biografia

### Cinema
Imparentato indirettamente con Giovanna Ralli, ha preso parte come caratterista a molte commedie degli anni settanta e ottanta: numerose le interpretazioni nei film diretti da Mario Bianchi (Messo comunale praticamente spione, dove interpreta un sindaco democristiano contrapposto al comunista Aldo Sambrell, La dottoressa di campagna, Chiamate 6969: taxi per signora, Biancaneve & Co.), ma anche i piccoli ruoli sotto la regia di Bruno Corbucci in molte pellicole della saga di Nico Giraldi con Tomas Milian, come Delitto in Formula Uno, Delitto al ristorante cinese e Delitto a Porta Romana.
Sempre diretto da Bruno Corbucci, appare in La casa stregata (1982) e Rimini Rimini - Un anno dopo (1988), mentre è diretto dal fratello Sergio Corbucci in Roba da ricchi (1987) e da Mariano Laurenti in Pazzo d'amore e Vacanze sulla neve, entrambi girati nel 1999.
In anni più recenti, è da ricordare la sua partecipazione ai film Il divo (2008) – nel ruolo del faccendiere e politico Giuseppe Ciarrapico, La grande bellezza (2013) e Youth - La giovinezza (2015), tutti per la regia di Paolo Sorrentino.

### Televisione
Per la televisione, lo si ricorda nel ruolo del capitano Cavicchi nelle due serie di Classe di ferro (1989 e 1991) e del vice questore Lattanzi in Quelli della speciale (1993), entrambe in onda su Italia 1, nonché del sacerdote don Verdone nel giallo-quiz Il delitto è servito (Canale 5, 1992-1993). Seguirono numerose partecipazioni ad alcune sit-com degli anni novanta come Casa dolce casa con Gianfranco D'Angelo e Alida Chelli, Casa Vianello con Sandra Mondaini e Raimondo Vianello, Nonno Felice e Norma e Felice, queste ultime due con Gino Bramieri.

### Teatro
Nel teatro, inizia nel 1954 come ballerino in operetta, genere che tornerà a frequentare trent'anni dopo interpretando Max nella Principessa della Czardas, per la regia di Gino Landi.
Pochi anni dopo il suo esordio come ballerino inizia ad avere ruoli di presentatore e attore lavorando con compagnie di avanspettacolo e rivista tra le più qualificate, quali quelle di Beniamino Maggio, Erminio Macario e Carlo Dapporto. In seguito, pur conservando la passione per il teatro brillante si è cimentato anche in testi classici e contemporanei.
Partendo dalla seconda metà degli anni novanta, nel teatro brillante lavora spesso con Maurizio Micheli in testi firmati da quest'ultimo (Disposto a tutto, Cantando, cantando) o da Garinei e Giovannini (Buonanotte Bettina). Partecipa anche a rivisitazioni della rivista come Comico, spalla e soubrette con Barbara Bouchet e Franco Barbero e, alla Chanson, Profumo di rivista con testi di Dino Verde.
Nel 2000 recita in Sottobanco di Domenico Starnone, nella stagione 2001/2002 al fianco di Gianfranco D'Angelo in È ricca, la sposo e l'ammazzo e in quelle 2002/2003 e 2008/2009 in due commedie dirette e interpretate da Gianluca Guidi, rispettivamente Promesse, promesse di Neil Simon e Facciamo l'amore, un musical tratto dall'omonimo film di George Cukor. La frequentazione di classici, invece, parte nei primi anni novanta con Il mercante di Venezia interpretato da Mario Carotenuto, con il quale aveva già lavorato ne I ragazzi irresistibili, sempre di Neil Simon.
Dal 2003 inizia una stretta collaborazione con il Teatro Stabile di Palermo, dove, per la regia di Pietro Carriglio, interpreta testi di Achille Campanile, come Il povero Piero, Battute in libertà o Scene in disordine, ma anche classici di grande impegno come Assassinio nella cattedrale di Thomas Stearns Eliot, Il re muore di Eugène Ionesco e Marionette, che passione! di Pier Maria Rosso di San Secondo. Di particolare rilievo il suo Brown, ne L'opera da tre soldi di Bertolt Brecht, con Massimo Venturiello, Laura Marinoni  e Tosca. Nella stagione 2011/2012 è il padre di Rosina ne Il barbiere di Siviglia, rivisitato in chiave comica da Toni Fornari e replicato al Teatro Ghione di Roma.

### Morte
Muore a Roma il 6 marzo 2016, all'età di 80 anni.

## Filmografia

### Cinema
- Ric e Gian alla conquista del West, regia di Osvaldo Civirani (1967)
- Il grande silenzio, regia di Sergio Corbucci (1968)
- Isabella duchessa dei diavoli, regia di Bruno Corbucci (1969)
- Lisa dagli occhi blu, regia di Bruno Corbucci (1969)
- Le segrete esperienze di Luca e Fanny, regia di Bob Ghisais e Gérard Loubeau (1980)
- Delitto a Porta Romana, regia di Bruno Corbucci (1980)
- La dottoressa di campagna, regia di Mario Bianchi (1981)
- Chiamate 6969: taxi per signora, regia di Mario Bianchi (1981)
- Delitto al ristorante cinese, regia di Bruno Corbucci (1981)
- Pierino il fichissimo, regia di Alessandro Metz (1981)
- Messo comunale praticamente spione, regia di Mario Bianchi (1982)
- Biancaneve & Co., regia di Mario Bianchi (1982)
- Delitto sull'autostrada, regia di Bruno Corbucci (1982)
- La casa stregata, regia di Bruno Corbucci (1982)
- Il diavolo e l'acquasanta, regia di Bruno Corbucci (1983)
- Delitto in Formula Uno, regia di Bruno Corbucci (1984)
- Roma. L'antica chiave dei sensi, regia di Lorenzo Onorati (1984)
- Roba da ricchi, regia di Sergio Corbucci (1987)
- Il volpone, regia di Maurizio Ponzi (1988)
- Rimini Rimini - Un anno dopo, regia di Bruno Corbucci (1988)
- Abbronzatissimi, regia di Bruno Gaburro (1991)
- Mutande pazze, regia di Roberto D'Agostino (1992)
- Vacanze sulla neve, regia di Mariano Laurenti (1999)
- Fantozzi 2000 - La clonazione, regia di Domenico Saverni (1999)
- Pazzo d'amore, regia di Mariano Laurenti (1999)
- Il divo, regia di Paolo Sorrentino (2008)
- La grande bellezza, regia di Paolo Sorrentino (2013)
- Youth - La giovinezza, regia di Paolo Sorrentino (2015)

### Televisione
- Il padrone di casa, episodio di Quello della porta accanto, regia di Stefano De Stefani (1975) - miniserie TV
- Drim (1980) varietà con Franco Franchi e Ciccio Ingrassia
- Patatrac (1981-1982) - programma TV
- Agnese E... (1982) - Video
- Un altro varietà (1986) - Serie TV
- I cinque del quinto piano (1988) - sitcom
- Cerco l'amore, regia di Marcello Fondato - miniserie TV (1988)
- Quando ancora non c'erano i Beatles, regia di Marcello Aliprandi – miniserie TV (1988)
- Il vecchietto dove lo metto?, episodio della serie TV Il vigile urbano (1989)
- Un caso di sequestro, episodio della serie TV Il giudice istrutore (1990)
- Classe di ferro (1989-1991) - Serie TV in 21 episodi
- Il gioco dei giochi (1991) - Varietà con Lino Banfi
- Quelli della speciale (1992) - Miniserie TV
- Il delitto è servito (1992-1993) - Game show
- Nonno Felice (1993) - Serie TV (vari episodi)
- Norma e Felice (1995-1996) - Serie TV
- Ci vediamo in tribunale (1996) - Film TV
- Il cappotto scambiato e Il fratello di Linda, episodi della serie TV Linda e il brigadiere (1998)
- La donna del treno (1999) - Film TV
- Affari di famiglia, episodi della serie TV Tequila & Bonetti (2000)
- Forza 10 (2013) - Film TV

## Doppiatori italiani
- Gianni Marzocchi in Delitto a Porta Romana, Delitto in Formula Uno
- Antonio Guidi in Ric e Gian alla conquista del West